# Südafrikanische Cricket-Nationalmannschaft in Australien in der Saison 1997/98
Die Tour der südafrikanischen Cricket-Nationalmannschaft nach Australien in der Saison 1997/98 fand vom 26. Dezember 1997 bis zum 3. Februar 1998. Die internationale Cricket-Tour war Bestandteil der Internationalen Cricket-Saison 1997/98 und umfasste drei Tests. Australien gewann die Serie 1–0.

## Vorgeschichte
Südafrika spielte zuvor eine Tour in Pakistan, Australien eine Tour gegen Neuseeland
Das letzte Aufeinandertreffen der beiden Mannschaften bei einer Tour fand in der Saison 1996/97 in Südafrika statt. Beide Mannschaften spielten während der Tour zusammen mit Neuseeland ein Drei-Nationen-Turnier.

## Stadien
Die folgenden Stadien wurden für die Tour als Austragungsort vorgesehen.
| Stadion                  | Stadt     | Kapazität | Spiele  |
| ------------------------ | --------- | --------- | ------- |
| Adelaide Oval            | Adelaide  | 53.583    | 3. Test |
| Melbourne Cricket Ground | Melbourne | 100.024   | 1. Test |
| Sydney Cricket Ground    | Sydney    | 48.000    | 2. Test |

## Kaderlisten
Die Mannschaften benannten die folgenden Kader.
| Test | Test |
| Australien | Südafrika |
| --- | --- |
| - Mark Taylor (K) - Michael Bevan - Andy Bichel - Greg Blewett - Matthew Elliott - Ian Healy (wk) - Michael Kasprowicz - Stuart MacGill - Glenn McGrath - Ricky Ponting - Paul Reiffel - Shane Warne - Mark Waugh - Steve Waugh | - Hansie Cronje (K) - Paul Adams - Adam Bacher - Daryll Cullinan - Allan Donald - Herschelle Gibbs - Jacques Kallis - Gary Kirsten - Lance Klusener - Brian McMillan - Shaun Pollock - Jonty Rhodes - Dave Richardson (wk) - Pat Symcox |

## Tests

### Erster Test in Melbourne
| 26. – 30. Dezember Scorecard | Melbourne | Australien 309 (121.2) & 257 (96.2) | – | Südafrika 186 (106.5) & 273-7 (122) |
|                              |           | Remis                               |   |                                     |

Australien gewann den Münzwurf und entschied sich als Schlagmannschaft zu beginnen. Als Spieler des Spiels wurde Jacques Kallis ausgezeichnet.

### Zweiter Test in Sydney
| 2. – 5. Januar Scorecard | Sydney | Südafrika 287 (124.1) & 113 (53)                 | – | Australien 421 (167.4) |
|                          |        | Australien gewinnt mit einem Innings und 21 Runs |   |                        |

Südafrika gewann den Münzwurf und entschied sich als Schlagmannschaft zu beginnen. Als Spieler des Spiels wurde Shane Warne ausgezeichnet.

### Dritter Test in Adelaide
| 30. Januar – 3. Februar Scorecard | Adelaide | Südafrika 517 (166) & 193-6d (58) | – | Australien 350 (122.5) & 227-7 (108.4) |
|                                   |          | Remis                             |   |                                        |

Südafrika gewann den Münzwurf und entschied sich als Schlagmannschaft zu beginnen. Als Spieler des Spiels wurde Shaun Pollock ausgezeichnet.